# UETOAYAMIX
Albums de Aya Ueto
Re.
(2004) License
(2006)
Uetoayamix est le 1er album remix de Aya Ueto, sorti sous le label Pony Canyon le 24 août 2005 au Japon. Il atteint la 47e place du classement de l'Oricon. Il se vend à 5 980 exemplaires la première semaine, et reste classé pendant 2 semaines, pour un total de 7 173 exemplaires vendus.

## Liste des titres
| 1. | Afuresou na Ai, Daite -DJ TASAKA Remix- (あふれそうな愛、抱いて) | 5:45 |
| 2. | Ai no Tame ni. -Cloudberry Jam Remix- (愛のために。)             | 4:02 |
| 3. | Kaze -Home Grown Remix- (風)                                     | 3:25 |
| 4. | Hello -Reggae Disco Rockers Remix-                               | 5:14 |
| 5. | Usotsuki -Jazztronik Remix- (ウソツキ)                           | 5:38 |
| 6. | Message -Incognito Remix-                                        | 5:55 |
| 7. | Binetsu -DJ Watarai Remix- (微熱)                                | 3:57 |
| 8. | Ano Hito ni Aitai -Towa Tei Remix- (あの人に会いたい)            | 4:48 |
| 9. | Ai no Tame ni. -KREVA Remix- (愛のために。)                      | 5:22 |